# بخش اندراپا
بخش اندراپا (به اسپانیایی: Andarapa District) یک سکونتگاه مسکونی در پرو است که در منطقه اپوریماک واقع شده‌است.

## خصوصیات
بخش اندراپا ۱۷۲٫۰۵ کیلومترمربع مساحت و ۷٬۷۷۵ نفر جمعیت دارد و ۲٬۹۳۵ متر بالاتر از سطح دریا واقع شده‌است.